# Locked
Locked är en amerikansk skräck- och thrillerfilm som hade premiär den 21 mars 2025. Filmen är regisserad av David Yarovesky efter ett manus skrivet av Michael Arlen Ross, baserat på den argentinska filmen 4x4 av Mariano Cohn och Gastón Duprat.

## Handling
Filmen handlar om Eddie Barrish som bryter sig in i en lyxig stadsjeep och blir inlåst utan möjlighet att ropa eller ringa efter hjälp. Ägaren är nämligen en självutnämnd  medborgargardesmedlem med en skruvad uppfattning av rättvisa.

## Rollista (i urval)
- Anthony Hopkins – William
- Bill Skarsgård – Eddie Barrish
- Ashley Cartwright – Sarah
- Michael Eklund – Karl